# Puchar Kontynentalny kobiet w kombinacji norweskiej 2023/2024
Puchar Kontynentalny kobiet w kombinacji norweskiej 2023/2024 – siódma w historii edycja Pucharu Kontynentalnego kobiet w kombinacji norweskiej rozpoczęła się 8 grudnia 2023 w norweskim Lillehammer, zaś ostatnie zawody z tego cyklu zostały rozegrane 18 lutego 2024 w austriackim Eisenerz. Zawody były rozgrywane w Norwegii, Niemczech i Austrii.
Tytułu broniła Niemka Sophia Maurus oraz reprezentacja Norwegii w Pucharze Narodów.
W tym sezonie najlepsza okazała się Polka Joanna Kil, natomiast w Pucharze Narodów najlepsze były Niemki.

## Kalendarz i wyniki
| Lp. | Data             | Miejscowość    | Konkurencja                            | 1. miejsce                           | 2. miejsce                          | 3. miejsce                           |
| --- | ---------------- | -------------- | -------------------------------------- | ------------------------------------ | ----------------------------------- | ------------------------------------ |
| 1.  | 8 grudnia 2023   | Lillehammer    | Gundersen HS98/5 km                    | Minja Korhonen                       | Lisa Hirner                         | Annika Malacinski                    |
| 2.  | 9 grudnia 2023   | Lillehammer    | Gundersen HS98/5 km                    | Minja Korhonen                       | Annika Malacinski                   | Heta Hirvonen                        |
| 3.  | 19 stycznia 2024 | Klingenthal    | Kompakt HS85/5 km                      | Joanna Kil                           | Sofia Eggensberger                  | Marie Nähring                        |
| 4.  | 20 stycznia 2024 | Klingenthal    | Gundersen HS85/5 km                    | Jenny Nowak                          | Joanna Kil                          | Sophia Maurus                        |
| 5.  | 21 stycznia 2024 | Klingenthal    | Gundersen HS85/5 km                    | Sophia Maurus                        | Joanna Kil                          | Greta Pinzani                        |
| 6.  | 16 lutego 2024   | Eisenerz       | Gundersen HS109/5 km                   | Claudia Purker                       | Alexa Brabec                        | Joanna Kil                           |
| 7.  | 17 lutego 2024   | Eisenerz       | Mieszany sprint drużynowy HS109/2x6 km | Niemcy I Jakob Lange · Sophia Maurus | Austria I Mario Seidl · Laura Pletz | Niemcy II Simon Mach · Marie Nähring |
| 8.  | 18 lutego 2024   | Eisenerz       | Gundersen HS109/5 km                   | Lisa Hirner                          | Claudia Purker                      | Alexa Brabec                         |
| 9.  | 24 lutego 2024   | Oberwiesenthal | Gundersen HS105/5 km                   | Odwołano                             | Odwołano                            | Odwołano                             |
| 10. | 25 lutego 2024   | Oberwiesenthal | Gundersen HS105/5 km                   | Odwołano                             | Odwołano                            | Odwołano                             |
| 11. | 1 marca 2024     | Klingenthal    | Gundersen HS85/5 km                    | Odwołano                             | Odwołano                            | Odwołano                             |
| 12. | 2 marca 2024     | Klingenthal    | Gundersen HS85/5 km                    | Odwołano                             | Odwołano                            | Odwołano                             |
| 13. | 3 marca 2024     | Klingenthal    | Gundersen HS85/5 km                    | Odwołano                             | Odwołano                            | Odwołano                             |

## Wyniki reprezentantów Polski
| Zawodnik | Lillehammer 08.12 | Lillehammer 09.12 | Klingenthal 19.01 | Klingenthal 20.01 | Klingenthal 21.01 | Eisenerz 16.02 | Eisenerz 18.02 |
| Joanna Kil | 5                 | 4                 | 1                 | 2                 | 2                 | 3              | 5              |
| 1-3 4-40 poniżej 40 dnf – Zawodnik nie ukończył biegu. dns – Zawodnik nie pojawił się na starcie biegu. DNS – Zawodnik nie wystąpił w konkursie głównym. dsq – Zawodnik został zdyskwalifikowany w konkursie głównym. |                   |                   |                   |                   |                   |                |                |

## Klasyfikacja generalna
| Lp. | Zawodnik          | Punkty |
| --- | ----------------- | ------ |
| 1.  | Joanna Kil        | 550    |
| 2.  | Sophia Maurus     | 352    |
| 3.  | Marie Nähring     | 333    |
| 4.  | Greta Pinzani     | 332    |
| 5.  | Hanna Midtsunstad | 296    |
| 6.  | Alexa Brabec      | 277    |
| 7.  | Laura Pletz       | 251    |
| 8.  | Silva Verbič      | 218    |
| 9.  | Minja Korhonen    | 200    |
| 10. | Lisa Hirner       | 190    |
| =   | Claudia Purker    | 190    |

## Puchar Narodów
| Lp. | Drużyna           | Punkty |
| --- | ----------------- | ------ |
| 1.  | Niemcy            | 1834   |
| 2.  | Austria           | 1250   |
| 3.  | Norwegia          | 810    |
| 4.  | Polska            | 550    |
| 5.  | Stany Zjednoczone | 511    |
| 6.  | Włochy            | 504    |
| 7.  | Finlandia         | 496    |
| 8.  | Japonia           | 401    |
| 9.  | Słowenia          | 379    |
| 10. | Czechy            | 58     |
| 11. | Kazachstan        | 53     |
| 12. | Szwajcaria        | 28     |